# Николай Бенардос
Николай Николаевич Бенардос (1842 – 1905 г.) е инженер изобретател от Руската империя, създател на електрическото дъгово заваряне.
През 1890 г. Бенардос издава каталог на направените от него изобретения (повече от 20). Той работи в много направления, свързани с техниката: транспорт, военно дело, електротехника, електрозаваряване, битова техника. Най-голямото изобретение на Бенардос, донесло му световна известност, е предложеният от него през 1882 г. метод на дъгово електрозаваряване на металите, който той нарича „електрохефест“ – на името на древногръцкия бог на огъня и ковашкото изкуство Хефест. Същността на откритието се състои в използването на електрическата дъга, възникваща между въгленов електрод и обработваното изделие.
Много заводи в света възприемат веднага този начин на съединяване и разединяване на металите. В царска Русия обаче повечето от новостите, предложени от Бенардос, не намират приложение. Независимо от това ученият продължава да работи неуморно. Разработвайки нов тип акумулатори, той се натравя с олово и заболява тежко. Бернардос умира, без да получи признание в родината си. Едва в годините на съветската власт, дъговото електрозаваряване на металите, изобретено от него, намира широко приложение в страната.